# Arthur Delfosse
August Arthur Delfosse, geboren Artur Ernst Delfosse (* 17. April 1883 in Köln; † 5. September 1956 ebenda) war ein deutscher Flug- und Automobilpionier.

## Leben
Die Eltern, August Joseph Delfosse und Elisabeth Anna geb. Pregardien, von Arthur Delfosse kamen aus Belgien nach Köln, wo der Vater eine Dampfziegelei im Stadtteil Riehl betrieb und damit ein Vermögen machte. Der Sohn besuchte in Köln die Realschule, die Maschinenbauschule und schließlich das Polytechnikum in Paris. Schon als 15-Jähriger baute Delfosse sein erstes Motorrad. Im Jahre 1902 machte er erste Gleitflugversuche mit einem selbstgebauten Flugzeug auf der Mülheimer Heide in Köln. 1910 und 1911 inserierte er in der Zeitschrift „Flugsport“: „Eindecker, garantiert fliegend. Gerippe aus nahtlosem Stahlrohr, autogen geschweißt oder aus Holz mit Motortype 1 für 7.500 Mark“.
Im Jahre 1909 baute Delfosse einen Eindecker, den er bei der Kölner Flugwoche und dem Autosalon in Brüssel vorführte. Anschließend gründete er in Riehl die erste Flugmotorenfabrik in Deutschland. 1919 folgte die Gründung der Kölner Industrie-Werke und der Kauf des Geländes der Helios AG in Ehrenfeld für die Produktion von Elektromotoren und Werkzeugmaschinen. Später erfolgte dort unter der Firma Helios Automobilbau der Serienbau des Helios-Kleinwagens. Nach der Schließung der Werke ließ Delfosse, der in seiner Jugend gemeinsam mit seinem Bruder Kunstrad gefahren und begeisterter Radsport-Fan war, 1929 die Maschinenhalle zur Rheinlandhalle für Veranstaltungen umbauen, wo unter anderem bis 1934 Sechstagerennen stattfanden. 1921 übernahm er die „Eisen-Industrie AG“ in Essen und vier Jahre später den Maschinenpark der „NAC“ in Berlin.
Im Jahr 1923 wurde Arthur Delfosse zum Ehrensenator der TH Braunschweig ernannt. Anlässlich seines 70. Geburtstages im Jahre 1953 stiftete er dem Kölner Klub für Luftsport (KKfL) ein viersitziges Sportflugzeug. Er wurde Ehrenmitglied des KKfL, und das Flugzeug wurde nach ihm benannt. 1953 erhielt er das Bundesverdienstkreuz.
Sein älterer Bruder Louis Delfosse (1882–1914) war der erste Kölner Flieger, der im Ersten Weltkrieg ums Leben kam. Nach ihm ist im Kölner Stadtteil Ossendorf, in der Nähe des ehemaligen Flughafens Butzweilerhof, die Delfossestraße benannt. Sein Sohn Kurt Delfosse (1912–1998) betrieb im Düsseldorfer Hafen eine Werft, wo er neben VW-betriebenen Booten auch kleine Rennwagen und Karosserien für sich selbst und Kunden baute. Anfang der 1950er Jahre wanderte er nach Argentinien und später nach Kalifornien aus, wo er unter anderem weiterhin Rennwagen konstruierte.
Arthur Delfosse war seit 1934 mit Karoline Steinberg verheiratet. Er verstarb im Alter von 73 Jahren in seiner Wohnung in Köln-Lindenthal.